# Carola de día, Carola de noche
Carola de día, Carola de noche és una pel·lícula espanyola de 1969 dirigida per Jaime de Armiñán i protagonitzada per Marisol. És, al mateix temps, la primera pel·lícula de l'etapa plenament adulta de Marisol (va ser la primera que va estrenar com a major d'edat, 21 anys en l'època) i l'última produïda per Manuel Goyanes.

## Argument
En un país desconegut triomfa la revolució. Carola (Marisol), bella jove, hereva del tron, fuig a Espanya, amb les persones del seu seguici, per salvar la seva vida.
Carola, vigilada pels seus servidors, disfressada per mantenir-se en la mesura del possible en l'anonimat, en estar amenaçada per continus intents d'assassinat, sotmesa a les exigències del seu càrrec, s'avorreix desesperadament. Fins que un dia no pot suportar més el tancament i s'escapa de la seva casa. Llavors descobreix les delícies de passejar sola, sense que ningú li dicti el que ha de pensar, dir o fer, sense que ningú li obligui a seguir ordres. Carola, per primera vegada en molts anys, és feliç. Gaudeix amb les petites coses, amb el plaure del descans, el valor del treball i el gust de la llibertat.
Coneix Daniel (Tony Isbert), un jove espanyol que treballa en una sala de festes per pagar-se els estudis, i tots dos s'enamoren, sense saber ell de l'origen reial de Carola, a qui creu una noia normal i corrent. I com els pocs diners que van portar del seu país comença a escassejar, d'amagat dels seus servidors decideix posar-se a treballar com a cantant i ballarina a la sala de festes. Però llavors un home estrany comença a seguir-la i vigilar-la, i ella sospita que és un dels que tracta de matar-la. A sobre, Daniel acaba assabentant-se de la veritat sobre Carola, i això deslliga els esdeveniments...

## Crítiques
La pel·lícula va resultar un fracàs de crítica i públic. El propi director, Jaime de Armiñán, va explicar en 1994 en el seu llibre de memòries Diario en Blanco y Negro que «el guió de la pel·lícula se li va encarregar perquè servís com a pas definitiu de nena a dona de Marisol», però Goyanes, el productor, «va ser triturando el guió al seu antull». El periodista Javier Barreiro, que va recollir les declaracions de Jaime de Armiñán en el llibre Marisol frente a Pepa Flores (Plaza & Janés, 1999) afegeix a més que «la pel·lícula té totes les fallades de ritme que puguin imaginar-se, l'argument manca de sentit, de continuïtat i de possibilitat d'enteniment».

## Temes musicals
- Una muchacha igual que todas
- En busca de Daniel
- En la sauna
- Encuentro en el Chez Nous
- Príncipe Anatolio
- ¿Qué vas a hacer esta noche?
- Tristán
- Colombiana
- Te amaré
- Recuerdo mi niñez
- Canción de la libertad
- Marcha de Aida

Algunes cançons estan compostes per Juan Carlos Calderón i altres per Palito Ortega.

## Repartiment
- Marisol..... Carola Jungbunzlav
- Tony Isbert..... Daniel Rey
- José Sazatornil..... Obrenovich
- Lilí Murati..... Francisca
- Rafael Alonso..... Garlig
- Emilio Laguna..... Cuiner